# Juan Francisco de Castro
Juan Francisco de Castro Fernández (Lugo, 1721 o 1731-Ibid., 1790) fue un sacerdote y jurista español.

## Biografía
Nacido en Lugo en 1721 o 1731, estudió teología y jurisprudencia en Santiago de Compostela y Ávila, donde obtuvo el grado de doctor. Fue nombrado canónigo de Lugo (1767) y arcediano de Dozón, Pontevedra, provisor y vicario general  en 1776. Asociado con su hermano Vicente, estableció una fábrica de teja y ladrillo en el barrio do Paxaro. Fue uno de los grandes impulsores junto a otros de la creación de la Sociedad Económica de Amigos del País de Lugo, de la que fue presidente desde 1784 hasta su fallecimiento en 1790.
En 1881 el Ayuntamiento de Lugo instaló una placa conmemorativa en la casa donde vivió, además de dedicarle el nombre de una calle.

## Obra
En 1765 publicó en dos tomos, los Discursos críticos sobre las leyes y sus intérpretes en que se expone la incertidumbre de éstos, y la necesidad de un nuevo y metódico cuerpo de derecho. Para la recta administración de justicia, aboga por un único cuerpo legal y muestra su preocupación por la racionalidad de las leyes y la mejora de los mecanismos jurídicos. En 1770 añade un tercer volumen con el título de "Discursos sobre las leyes y sus intérpretes: incertidumbres y detrimentos de los Mayorazgos y otras disposiciones análogas en el bien común. Paradojas sobre la nobleza y mérito para fundar Mayorazgo.", en el que hace una dura crítica a los mayorazgos, que considera la causa principal del atraso demográfico y económico español, si bien renuncia a pedir su extinción, al entender su necesidad para el mantenimiento de la nobleza; en su opinión, se trata de un grupo indispensable para la supervivencia de la sociedad, y se contenta con una tímida propuesta de un programa reformista. A pesar de que es consciente de que la propiedad vinculada impide la puesta en explotación de nuevas tierras, para él la utilidad social de la nobleza no permite su completa desaparición.
En 1780 comenzó la publicación de su obra Dios y la naturaleza. Compendio histórico natural, y político del Universo, en que se demuestra la existencia de Dios y se refiere la Historia Natural, y Civil, la Religión, leyes y costumbres de las Naciones antiguas y modernas más conocidas del Orbe, de la que llegó a publicar hasta 1789, diez volúmenes, dejándola incompleta. Se trata de una obra en la que Castro reflexiona acerca de la teoría del hombre, tratando de asentar los principios en que Dios establece en la formación del Universo. Fue también autor de un ensayo sobre el aprovechamiento de las aguas y de un Elogio del dialecto gallego.

## Pensamiento
Juan Francisco de Castro entendió la economía como un proceso dinámico en el cual las diferentes variables económicas mantienen unas relaciones de dependencia de distinta intensidad. Por lo que, todas las variables económicas, población, agricultura, manufacturas y comercio son inseparables. A su juicio, la población ocupa el lugar central en el sistema productivo: "es de quien provienen como primera causa, todas las comodidades que recibimos de la agricultura, artes y comercio. La población antecede a estos empleos, como siempre precede el ser al acto. Es el hombre ingenioso por naturaleza: sus necesidades avivan su industria, y al no poder ésta faltar donde haya hombre, no puede menos de existir laboriosa agricultura, artes, y comercio rico donde haya población".[cita requerida] No obstante, su concepción de la población como motor del crecimiento económico aparece matizada por la existencia de una dependencia jerarquizada entre los distintos sectores económicos, en la que la agricultura (que necesita del aumento de la población para su desarrollo) tiene una función relevante dentro de las actividades productivas: "La agricultura es productora de los verdaderos bienes del hombre: todos los demás bienes no son tales comparados con las producciones de la agricultura". Por otra parte, en el marco de su pensamiento económico las manufacturas poseen un papel complementario a la agricultura y el comercio, que necesita de la existencia de excedentes agrícolas e industriales es un importante dinamizador de la economía. Para Castro, el producto social depende esencialmente de la población, del volumen de recursos naturales puestos en juego y de la circulación de bienes, que en su opinión constituyen "la sangre del cuerpo civil".[cita requerida]

### Perspectiva teológico-jurídica
La obra de Juan Francisco de Castro ha sido analizada desde la perspectiva de la tradición teológico-jurídica ibérica, especialmente en el contexto del siglo XVIII, cuando aún predominaba la influencia del iusnaturalismo teológico y de la moral escolástica. Un estudio relevante en este campo es la tesis de maestría de Julio César Aquino Teles Ferreira, titulada Caminhos jurídicos: o pensamento teológico-jurídico de Juan Francisco de Castro no século XVIII (2024), que interpreta la obra Discursos críticos sobre las leyes y sus intérpretes (1765) como expresión de un pensamiento jurídico-moral comprometido con la crítica al excesivo pluralismo opinativo característico del probabilismo.
Según Ferreira (2024), Castro buscaba una racionalidad jurídica que promoviera una mayor certeza en la interpretación de las leyes, sin romper totalmente con la tradición casuística. Su obra revela una preocupación constante por la seguridad jurídica, el papel del intérprete de la ley y la relación entre la moral teológica y la práctica, situándose en la confluencia entre el pensamiento jurídico de la Primera Modernidad y las transformaciones ilustradas que cobraron fuerza a partir de la segunda mitad del siglo XVIII.

## Obras
- "Discursos críticos sobre las Leyes, y sus Intérpretes", tomo primero: Joachim Ibarra, Madrid 1765; tomo segundo: Joachim Ibarra, Madrid 1765, 347 págs.
- "Discursos críticos sobre las Leyes, y sus Intérpretes: incertidumbres y detrimentos de los Mayorazgos, y otras disposiciones análogas en el bien común. Paradoxas sobre la Nobleza y mérito para fundar Mayorazgos", tomo tercero: Joachim Ibarra, Madrid 1770.
- "Dios y la Naturaleza. Compendio histórico, natural y político del Universo", doce tomos, Joachim Ibarra, Madrid 1780-1791.